# Mitsuo Kato
Mitsuo Kato (加藤 光雄 Katō Mitsuo?,  nacido el 22 de enero de 1953) es un exfutbolista japonés que se desempeñaba como centrocampista.
En 1979, Kato jugó para la Selección de fútbol de Japón.

## Trayectoria

### Clubes
| Club              | País  | Año         |
| ----------------- | ----- | ----------- |
| Mitsubishi Motors | Japón | 1976 - 1983 |

### Selección nacional
| Selección | País  | Año  |
| --------- | ----- | ---- |
| Absoluta  | Japón | 1979 |

## Estadística de equipo nacional
| Selección de Japón | Selección de Japón | Selección de Japón |
| Año                | Part.              | Goles              |
| ------------------ | ------------------ | ------------------ |
| 1979               | 1                  | 0                  |
| Total              | 1                  | 0                  |

## Palmarés

### Títulos nacionales
| Título                   | Club              | País  | Año  |
| ------------------------ | ----------------- | ----- | ---- |
| Copa Japan Soccer League | Mitsubishi Motors | Japón | 1978 |
| Japan Soccer League      | Mitsubishi Motors | Japón | 1978 |
| Copa del Emperador       | Mitsubishi Motors | Japón | 1978 |
| Copa del Emperador       | Mitsubishi Motors | Japón | 1980 |
| Copa Japan Soccer League | Mitsubishi Motors | Japón | 1981 |
| Japan Soccer League      | Mitsubishi Motors | Japón | 1982 |